# ذرات بتا

ذره‌های آلفا از جنس هسته هلیوم هستند و به راحتی توسط برگ کاغذ متوقف می شوند
. پرتوهای بتا از جنس الکترون و پوزیترون هستند و توسط ورقه آلومینیوم متوقف می‌گردند. اما پرتوهای گاما به صفحه سربی نفوذ کرده و در نهایت از آن می‌گذرند.

ذرات بتا گونه‌ای از الکترون یا پوزیترون‌های پرانرژی و پرسرعت هستند که توسط برخی هسته‌های واپاشی شونده مانند پتاسیم ۴۰ انتشار می‌یابند. ذرات بتا گونه‌ای از پرتوهای تابش یونی هستند که همچنین پرتوهای بتا هم خوانده می‌شوند. فرایند تولید ذرات بتا واپاشی بتا نامیده می‌شود. این ذرات با حرف β در الفبای یونانی نامیده شده‌اند. دو گونه واپاشی برای بتا وجود دارد:-β و+β که به ترتیب مربوط به الکترون و پوزیترون می‌شوند.ذرات بتا با سرعتی تقریبی ۱۳۰۰۰۰km/s (تقریباً ۰/۴ سرعت نور) سیر میکند.
در واپاشی پرتو بتا یک نوترون به پروتون تبدیل میشود و یک واحد به عدد اتمی اضافه میشود